# Limenitis bockii
Limenitis bockii är en fjärilsart som beskrevs av Moore 1881. Limenitis bockii ingår i släktet Limenitis och familjen praktfjärilar. Inga underarter finns listade i Catalogue of Life.